# Georg Christoph Wagenseil
Georg Christoph Wagenseil (Vienna, 8 giugno 1715 – Vienna, 1º marzo 1777) è stato un compositore, organista e clavicembalista austriaco.

## Biografia
Fu l'allievo preferito del maestro di cappella Johann Joseph Fux. Wagenseil stesso compose per la corte imperiale dal 1739 fino alla morte.
Tra i suoi discepoli ebbe Johann Baptist Schenk, che insegnò a Ludwig van Beethoven. Viaggiò poco, e morì a Vienna dove aveva trascorso la maggior parte della sua vita. 
Benché oggi sia quasi dimenticato, Wagenseil fu, nella sua epoca, un musicista molto noto, tanto che Haydn e Mozart conoscevano le sue opere. Compose diverse opere, corali, sinfonie, concerti, musiche da camera e pezzi per pianoforte.
Le sue prime opere sono barocche, mentre le composizioni tardive sono di uno stile galante più leggero.